# Shaanxinus
Shaanxinus là một chi nhện trong họ Linyphiidae.